# Nothing Ever Hurt Like You
You Make It Real è il secondo singolo estratto dal secondo album in studio, Songs for You, Truths for Me, del cantautore inglese James Morrison. La canzone è stata pubblicata il 22 settembre 2008, una settimana prima dell'album. La canzone fa parte della colonna sonora del film La verità è che non gli piaci abbastanza e della serie tv Brothers & Sisters - Segreti di famiglia.

## Video
Il video della canzone è stato pubblicato il 15 novembre 2008.

## Classifiche
| Classifica (2008)       | Posizione massima |
| ----------------------- | ----------------- |
| U.S. Billboard Triple A | 6                 |
| Classifica (2009)       | Posizione massima |
| Paesi Bassi             | 37                |
| Official Singles Chart  | 149               |